# 특허분쟁
특허분쟁은 법적으로 특허를 지키고 확고히 다지기 위한 기업이나 개인 간에 일어나는 다툼이다. 특히 규모가 큰 특허 분쟁은 특허전쟁(Patent war)이라고 한다.
현대 시대의 특허분쟁은 여러 다국적 기업들이 치르는 전 세계적인 현상으로 다양한 기술 분야에서 일어난다. 특허분쟁을 하고 있는 회사의 종류는 다양하며, 전자통신 계열 회사에는 삼성, 애플, 페이스북, 야후, 모토로라, 오라클, LG, IBM, 마이크로소프트, 노키아, 팬택, 에릭슨 등을 들을 수 있다.

## 역사
특허분쟁은 과거에서부터 일어났던 일이다. 특허분쟁이 대중들에게 알려진 것은 라이트 형제의 법적인 조치가 계기가 되었다고 할 수 있다. 그들은 비행기를 발명하고 경쟁자가 생기는 것을 방지하기 위해 법적인 조치를 취하였고, 이는 특허분쟁으로 이어졌다. 또 다른 유명한 사례로는, 전화기를 발명한 알렉산더 그레이엄 벨은 그의 라이벌들을 상대로 11년 동안 600개의 소송을 거친 특허분쟁을 치른 것이며, 이 중에서 전화기의 또 다른 발명자로 인정받는 일라이셔 그레이의 특허를 산 웨스턴 유니온과의 소송 사건이 가장 잘 알려져 있다.
특허분쟁은 빠른 정보의 공유와 교류를 통한 혁신으로, 많은 양의 특허가 나오는 디지털 시대에 더 화제가 되었다. 1980년대에 미국과 일본의 기업들 간의 특허분쟁이 많이 일어났고 이는 1990년대에 이르러 가라앉았다.
2000년대에는 스마트폰을 둘러싼 특허분쟁이 일어나고 있다. 2000년대 후반에 애플이 경쟁 상대인 구글의 안드로이드 운영 체제에게 스마트폰 특허에 대한 분쟁을 일으켰다. 이를 시작으로 모바일 장치 시장에 거대 기업들의 특허분쟁이 많이 발생했고 점점 규모가 커지고 있다.

## 사례
- 코닥 대 폴라로이드[2]
- 삼성 대 애플[2]
- 페이스북 대 야후[3]
- 애플 대 노키아[4]

##### 한미약품 대 아스트라제네카
역류성식도염 개량신약을 대상으로 2011년 2월, 스웨덴 제약사 Astrazeneca社 등은 미국 뉴저지 지방법원에 한국 한미약품 등을 제소하였다. 

##### CJ제일제당 대 화이자
2011년 10월 CJ제일제당(현 CJ헬스케어)은 특허심판원에 발기부전치료제 '비아그라'의 특허무효소송을 제기했고 또 비아그라의 용도특허에 대한 권리범위 확인 심판도 추가로 제기했다.CJ제일제당 대 화이자 간의 발기부전치료제 관련 특허 분쟁 한국지식재산보호협회 보관됨 2015-12-26 - 웨이백 머신

##### Geron 대 카엘젬백스
카엘젬백스(GemVex)의 췌장암 항암 백신인 GV1001의 주요 기술원리인 텔로머라아제를 둘러싼 분쟁이다.

##### 스노피아벤티스 대 보령제약
보령제약과 제일약품이 다국적제약사 사노피-아벤티스와의 항암제 '탁소텔주' 특허소송(2심)에서 승소했다.

## 결과 및 영향
특허는 본래 지식 재산권을 보호하고 기술의 혁신을 장려하기 위한 수단이다. 하지만 특허가 기업들 간의 법적인 공격과 방어를 위해 사용되면서 기업들은 기술 개발에 사용해야 하는 시간과 돈을 특허 분쟁 자체에 투자를 한다.
현재 특허분쟁의 손해를 줄이기 위한 여러 방법이 고안되고 있다. 트위터는 2012년 4월에 특허를 방어의 목적으로만 사용한다는 새로운 특허표준으로 '혁신자의 특허협약' 초안을 발표했다.